# فيضة العوشزيات الجنوبية

## فيضة العوشزيات الجنوبيةː
فيضة العوشزيات الجنوبية إحدى فياض الصمان الواقعة إلى الشرق من بلدة شوية بمسافة تقارب 35كم، وتقع هذه الفيضة في الجنوبي الغربي من محافظة قرية العليا بالمنطقة الشرقية من المملكة العربية السعودية، وهي إحدى الفياض التي تدخل ضمن حدود محمية الإمام عبد العزيز بن محمد الملكية، وتكون نقطة الوسط فيها تقريبا عند خط طول 47.550861 درجة شرقا ودائرة عرض 26.303917 درجة شمالا. وتشير نتائج زيارة الفريق العلمي من المركز الوطني لتنمية الغطاء النباتي ومكافحة التصحر في الفترة من 12-16 فبراير 2023 بأنها فيضة صغيرة المساحة ومعظم أجزائها تخلو من النباتات، حيث تبلغ مساحتها حوالي 26 هكتار (260000 مترا مربعا)، وتبين للفريق العلمي من تحليل عينات التربة أن هذه الفيضة تتكون من تربة طينية-طميية، ولكن في أجزاء قليلة منها توجد طبقة رملية غير سميكة تكون مناسبة لنمو النبات، وأظهرت النتائج أيضا إن سطح التربة فيها يتكون من قشرة صلبة تمثل 80% من الفيضة ومن رمل يمثل 10% منها، وعليه فإن التغطية النباتية فيها منخفضة جدا حيث تكون حوالي 5% من مساحتها وتكون بشكل أساسي من نباتات الجثجاث والرمرام.